# 萨莫吉提亚公国

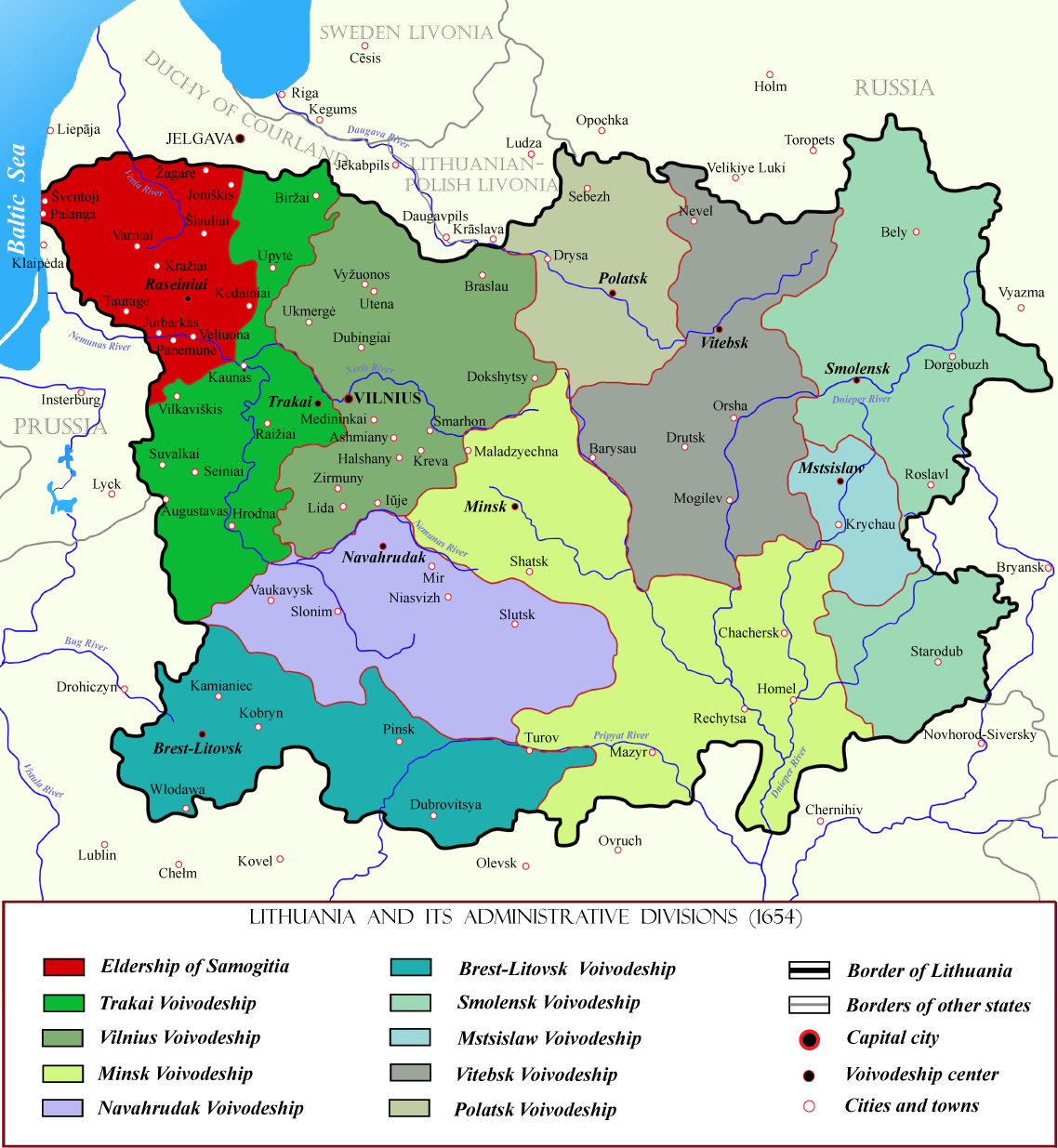
萨莫吉提亚公国（长老区）在立陶宛大公国的位置（红色部分）

萨莫吉提亚公国 自1219年属于立陶宛大公国（自1569年起属于波兰立陶宛联邦）。在1419年至1441年间，该地区被称为萨莫吉提亚长老区。立陶宛大公有萨莫吉提亚公爵的头衔，虽然该省的实际统治权，是向公爵负责的萨莫吉提亚总长老。
公国位于现今的立陶宛共和国西部。从历史上讲，它的西部边界是立陶宛在波罗的海的海岸线；在北部，它与库尔兰公国接壤，在南部，与普鲁士公国接壤。从中世纪到1795年波兰瓜分时期，萨莫吉提亚公国的边界已经确定，再后来，人们对边界的理解与实际的边界有微小的不同，他们认为公国边界与萨莫吉提亚教区相同。现在，萨莫吉提亚主要为民族区域而非行政区划。

## 名称
萨莫吉提亚（Samogitia）是的拉丁文译名，意为“低地”，与奥克什泰蒂亚（Aukštaitija）意为“高地”相反。在中世纪其他译名Samaiten、Samaitae、Zamaytae、Samogitia、Samattae、Samethi用在德语和拉丁文文献中。它们和它们的变体Schmudien、Schamaiten（德语）、（波兰文）都来自立陶宛语名称。

## 地理

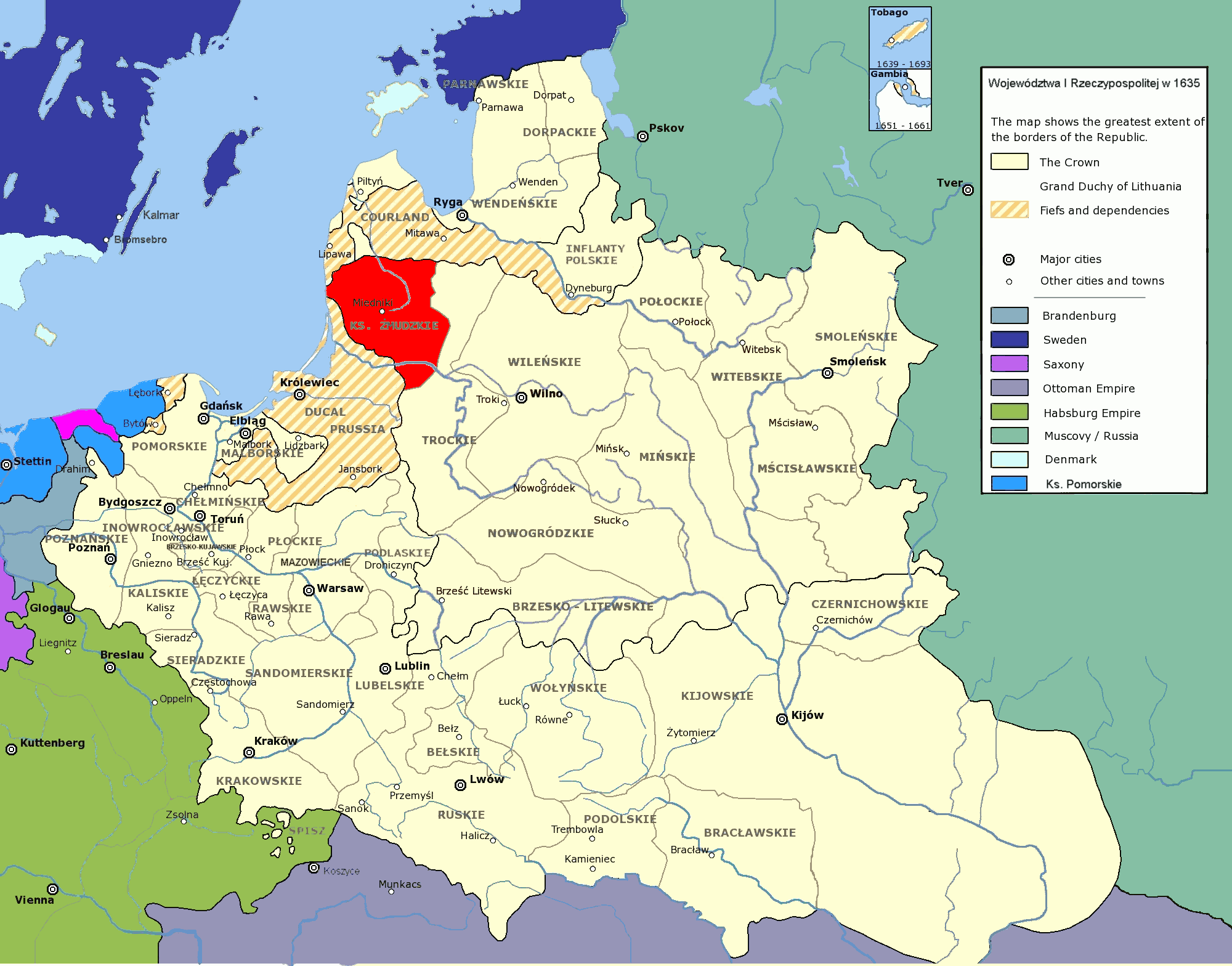
公国在波兰立陶宛联邦的位置（1569年-1795年）

公国位于现在立陶宛的几个县内：考纳斯县小部分、希奥利艾县西部、陶拉盖县、泰尔希艾县、克莱佩达县北部和馬里揚泊列縣。
萨莫吉提亚主要区域位于西部高地。用该地区命名的低地位于萨莫吉提亚和东立陶宛的边界，位于涅维耶热斯河沿岸。
萨莫吉提亚公国的面积为25,700平方公里。

## 历史

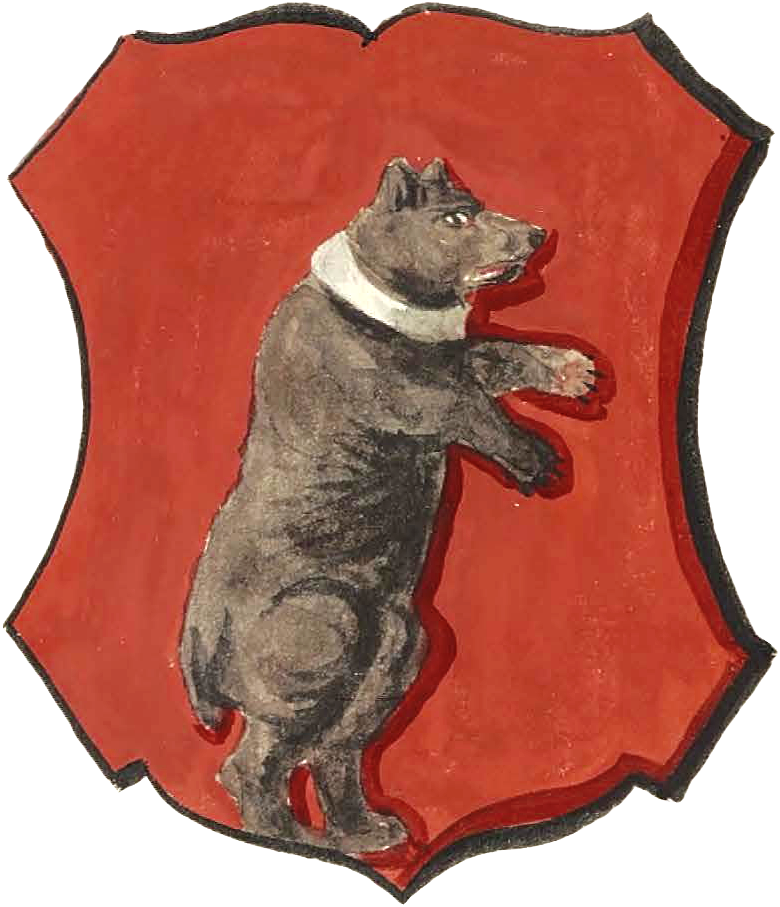
进攻的熊，萨莫吉提亚历史徽章

在立陶宛国家形成之前，萨莫吉提亚被当地贵族统治。在1219年一本编年史提到了两个来自萨莫吉提亚地区的公爵，来签署沃尔希连条约。
自从13世纪立陶宛大公国成立后，萨莫吉提亚为其附属领土，虽然有时立陶宛大公的影响非常有限。在第一位立陶宛国王明道加斯统治时期，萨莫吉提亚奉行独立自主的外交政策，甚至在明道加斯国王与宝剑骑士团签署合约时，萨莫吉提亚依然继续跟宝剑骑士团作战。
萨莫吉提亚在停止条顿骑士团的扩张，在苏勒战役（1236年）击败宝剑骑士团，在斯库奥达斯战役（1259年）和杜尔贝战役（1260年）击败利沃尼亚骑士团中起到很大作用。 
在和条顿骑士团凶狠的战争的环境中，立陶宛统治者瓦迪斯瓦夫二世和维陶塔斯大帝在1382年，1398年和1404年多次将萨莫吉提亚割让给条顿骑士团。虽然条顿骑士团在征服土地上并不成功，在1401年和1409年萨莫吉提亚人宣布起义。在格伦瓦德之战（1410年）失败和后来的战争后在1422年条顿骑士团在梅尔诺条约下将萨莫吉提亚割让回立陶宛大公国。
萨莫吉提亚在1413年最后一个接受基督教。
立陶宛大公卡齐米日四世承认萨莫吉提亚在立陶宛大公国的自主权，然后在1441年授予萨莫吉提亚的特权，为选择自己的长老（starost）。
因为和条顿骑士团的常年战争，萨莫吉提亚的社会和政治制度与立陶宛其他地区不同。它有较大比例的自由农民，所占有的土地比东立陶宛少。
和波兰立陶宛联邦大部分地区一样，萨莫吉提亚在后来遭受了瑞典的入侵（17世纪中期）。它的人口从40万下降到大约2万，在18世纪才恢复到40万。
在立陶宛被俄罗斯帝国吞并后，萨莫吉提亚被纳入到维尔纽斯省；在1843年，它被转移到新建立的科夫诺省。在19世纪初，萨莫吉提亚是立陶宛民族复兴的中心，该运动强调立陶宛语言的重要性，并反对俄罗斯化政策和波兰化政策的尝试。

## 萨莫吉提亚长老
萨莫吉提亚总长老（等同于省长）包括：

萨莫吉提亚历史旗帜

- 拉姆保达斯·瓦利曼泰提斯（1386年-1413年）（存疑）
- 麦克拉斯·克斯盖拉（1412年-1432年，1440年-1441年，1443年-1450年）
- 乔纳斯·克斯盖拉（1451年-1485年）
- 斯坦尼斯洛瓦斯·克斯盖拉（1486年-1527年）
- 斯坦尼斯洛瓦斯·克斯盖拉（1527年-1532年）
- 扬·拉兹维夫（1535年-1542年）
- 马切·加诺维迟（1542年-1543年）
- 耶日·比勒维迟（1543年-1544年）
- 谢洛宁·乔德基维迟（1545年-1561年）
- 扬·谢洛宁·乔德基维迟（1563年-1579年）
- 扬·基施卡（1579年-1592年）
- 耶日·乔德基维迟（1590年-1595年）
- 斯坦尼斯瓦夫·拉兹维夫（1595年-1599年）
- 扬·卡罗尔·乔德基维迟（1599年-1616年）
- 谢洛宁·瓦罗维迟（1619年-1636年）
- 扬·阿尔方·拉茨基（1643年-1646年）
- 耶日·卡罗尔·赫伯维迟（1653年-1668年）
- 亚历山大·波鲁宾斯基（1668年-1669年）
- 维克托林·康斯坦提·梅茨科（1670年-1679年）
- 卡兹梅尔兹·扬·萨佩哈（1681年-1682年）
- 皮奥特尔·米哈乌·帕克（1684年-1696年）
- 戈尔泽格兹·安东尼·欧金斯基（1698年-1709年）
- 卡兹梅尔兹·扬·赫伯夫斯基（1710年-1729年）
- 约佐夫·提施基维迟（1742年-1754年）
- 扬·米科瓦耶·乔德基维迟（1767年-1781年）
- 安东尼·杰夫古德（1783年-1795年）
- 米哈乌·杰夫古德（1795年-1808年）